# Chrząszcze Islandii
Chrząszcze Islandii, koleopterofauna Islandii – ogół taksonów owadów z rzędu chrząszczy (Coleoptera), których występowanie stwierdzono na terenie Islandii.

## Chrząszcze drapieżne(Adephaga)

### Biegaczowate(Carabidae)

#### Biegacze(Carabinae)
Z Islandii wykazano:
- Carabus auratus – biegacz złocisty
- Carabus coriaceus – biegacz skórzasty
- Carabus problematicus islandicus – biegacz problematyczny

#### Leszowe(Nebriinae)
Z Islandii wykazano:
- Leistus terminatus – rękatek różnobarwny
- Nebria gyllenhali
- Notiophilus aquaticus
- Notiophilus biguttatus – wyszczerek żwawy

#### Trechinae
Z Islandii wykazano:
- Bembidion bipunctatum
- Bembidion bruxellense
- Bembidion grapei
- Bembidion tetracolum
- Patrobus atrorufus
- Patrobus septentrionis
- Trechus fulvus
- Trechus obtusus – zwinnik ściółkowiec
- Trechus rubens – zwinnik rudzielec
- Trechus secalis – zwinnik żółtawiec

#### Dzierowate(Harpalinae)
Z Islandii wykazano:
- Amara quenseli
- Anisodactylus binotatus – dzier truskawek
- Calathus melanocephalus – pieszek czarnogłowy
- Dicheirotrichus cognatus
- Harpalus latus – dzier lśniący
- Harpalus rufipes – dzier włochaty
- Laemostenus terricola
- Pterostichus diligens
- Pterostichus oblongopunctatus – szykoń leśny
- Pterostichus nigrita – szykoń przybrzeżny

### Flisakowate(Haliplidae)
Z Islandii wykazano:
- Haliplus fulvus

### Pływakowate(Dytiscidae)
Z Islandii wykazano:
- Agabus bipustulatus – ruczajnik pospolity
- Agabus uliginosus – ruczajnik gładki
- Colymbetes dolabratus thomsoni
- Hydroporus nigrita
- Oreodytes sanmarkii

## Chrząszcze wielożerne(Polyphaga)

### Biedronkowate(Coccinellidae)
Z Islandii wykazano:
- Adalia bipunctata – biedronka dwukropka
- Adalia frigida
- Calvia quatuordecimguttata – gielas czternastoplamek
- Coccinella septempunctata – biedronka siedmiokropka
- Coccinella undecimpunctata
- Eriopis connexa
- Hippodamia variegata – czerwonka baldaszkówka
- Psyllobora vigintiduopunctata – biedronka mączniakówka
- Nephus redtenbacheri – skulik zielarz
- Scymnus frontalis – skulik łąkowiec
- Scymnus subvillosus

### Brentidae
Z Islandii wykazano:
- Arrhenodes minutus

### Czarnuchowate(Tenebrionidae)
Z Islandii wykazano:
- Akis granulifera
- Blaps gigas
- Blaps mortisaga – pokątnik złowieszczek
- Gnatocerus cornutus – rogatek spichrzowy
- Tenebrio molitor – mącznik młynarek
- Tribolium castaneum – trojszyk gryzący
- Tribolium confusum – trojszyk ulec
- Tribolium destructor – trojszyk większy
- Tribolium madens – trojszyk ciemny

### Czerwikowate(Ciidae)
Z Islandii wykazano:
- Xylographus bostrichoides

### Dryophthoridae
Z Islandii wykazano:
- Sitophilus granarius – wołek zbożowy
- Sitophilus oryzae – wołek ryżowy

### Erirhinidae
Z Islandii wykazano:
- Notaris acridulus

### Gnojarzowate(Geotrupidae)
Z Islandii wykazano:
- Geotrupes stercorarius – żuk gnojowy

### Grzybinkowate(Leiodidae)
Z Islandii wykazano pojedynczy gatunek z podrodziny zyzkowatych:
- Catops borealis

### Hydraenidae
Z Islandii wykazano:
- Hydraena britteni

### Kałużnicowate(Hydrophilidae)
Z Islandii wykazano:
- Cercyon analis
- Cercyon littoralis
- Cercyon melanocephalus
- Cercyon unipunctatus – wagisz zmiennoplamik

### Kapturnikowate(Bostrichidae)
Z Islandii wykazano:
- Lyctus brunneus
- Lyctus linearis

### Kołatkowate(Ptinidae)
Z Islandii wykazano:
- Anobium punctatum – kołatek domowy
- Epauloecus unicolor
- Ernobius mollis
- Niptus hololeucus – pustosz wypuklak
- Ptinus fur – pustosz kradnik
- Ptinus tectus
- Stegobium paniceum – żywiak chlebowiec

### Kózkowate(Cerambycidae)
Z Islandii wykazano:
- Acanthocinus aedilis – tycz cieśla
- Acanthocinus griseus – tycz mniejszy
- Arhopalus fulminans
- Asemum striatum – szczapówka sosnowa
- Callidium violaceum – zagwoździk fiołkowy
- Clytus arietis – biegowiec osowaty
- Hylotrupes bajulus – spuszczel pospolity
- Molorchus minor – kurtek mniejszy
- Monochamus notatus
- Monochamus saltuarius – żerdzianka plamista
- Monochamus sartor – żerdzianka krawiec
- Monochamus sutor – żerdzianka szewc
- Monochamus titillator
- Phymatodes testaceus – płaskowiak zmienny
- Plagionotus arcuatus – paśnik pałączasty
- Pogonocherus fasciculatus – kozulka sosnówka
- Pyrrhidium sanguineum – ściga purpurowa
- Rhagium inquisitor – rębacz pstry
- Tetropium castaneum – borówka brunatna

### Kusakowate(Staphylinidae)

#### Balinki(Scydmaenidae)
Z Islandii wykazano:
- Stenichnus collar

#### Kozubki(Oxytelinae)
Z Islandii wykazano:
- Anotylus nitidulus
- Anotylus perrisi
- Anotylus rugosus
- Anotylus sculpturatus
- Carpelimus gracilis
- Carpelimus pusillus

#### Kusaki(Staphylininae)
Z Islandii wykazano:
- Cafius xantholoma
- Creophilus maxillosus – gnojek naśmietny
- Gabrius nigritulus
- Gabrius trossulus
- Gyrohypnus angustatus – ryżak synantrop
- Othius angustus
- Philonthus cephalotes
- Philonthus pachycephalus
- Philonthus politus – nawozak krępy
- Quedius boops – marga wolooczna
- Quedius fulvicollis
- Quedius mesomelinus – marga wszędobylska
- Quedius umbrinus – marga szerokopleca

#### Marniki(Pselaphinae)
Z Islandii wykazano:
- Bryaxis puncticollis

#### Myśliczki(Steninae)
Z Islandii wykazano:
- Stenus canaliculatus
- Stenus carbonarius
- Stenus impressus – myśliczek żółtoczułki
- Stenus ludyi
- Stenus nanus
- Stenus umbratilis

#### Rydzenice(Aleocharinae)
Z Islandii wykazano:
- Acrotona aterrima
- Aleochara sparsa
- Amischa analis
- Atheta amicula
- Atheta atramentaria
- Atheta celata
- Atheta excellens
- Atheta fungi
- Atheta graminicola
- Atheta islandica
- Atheta luridipennis
- Atheta melanocera
- Atheta nigra
- Atheta trinotata
- Atheta vestita
- Crataraea suturalis
- Cypha longicornis
- Geostiba circellaris
- Gymnusa brevicollis
- Ocalea picata – moczarówka ruczajanka
- Oxypoda haemorrhoa
- Oxypoda islandica
- Oxypoda opaca
- Oxypoda soror
- Parocyusa rubicunda

#### Skorogonki(Tachyporinae)
Z Islandii wykazano:
- Tachinus corticinus – raźnik gładkokrywek
- Tachinus marginellus – raźnik obrzeżony
- Tachyporus nitidulus

#### Świeżacinki(Omaliinae)
Z Islandii wykazano:
- Acidota crenata – truś grubobrzeżek
- Geodromicus longipes
- Lesteva longoelytrata
- Micralymma marinum
- Omalium excavatum
- Omalium laeviusculum
- Omalium riparium
- Omalium rivulare – świeżacinek pospolity
- Omalium septentrionis
- Phyllodrepa floralis – chowaniec wiśniowy
- Xylodromus concinnus
- Xylodromus depressus

#### Żarlinki(Paederinae)
Z Islandii wykazano:
- Lathrobium brunnipes – nasiernica mydłokrywka
- Lathrobium fulvipenne

### Łyszczynkowate(Nitidulidae)
Z Islandii wykazano:
- Carpophilus hemipterus – przykrótek półskrzydły

### Nakwiatkowate(Anthicidae)
Z Islandii wykazano:
- Omonadus floralis
- Omonadus formicarius

### Obumierkowate(Monotomidae)
Z Islandii wykazano:
- Monotoma testacea

### Omomiłkowate(Cantharidae)
Z Islandii wykazano:
- Malthodes mysticus
- Malthodes pumilus

### Otrupkowate(Byrrhidae)
Z Islandii wykazano:
- Byrrhus fasciatus – otrupek prążkowany
- Cytilus sericeus

### Pawężnikowate(Trogossitidae)
Z Islandii wykazano:
- Tenebroides mauritanicus – ukrytek mauretański

### Pędrusiowate(Apionidae)
Z Islandii wykazano:
- Apion cruentatum

### Piórkoskrzydłe(Ptiliidae)
Z Islandii wykazano:
- Acrotrichis atomaria

### Poświętnikowate(Scarabaeidae)
Z Islandii wykazano:
- Aphodius lapponum
- Oryctes nasicornis – rohatyniec nosorożec
- Protaetia cuprea – kwietnica różówka

### Przekraskowate(Cleridae)
Z Islandii wykazano:
- Necrobia rufipes – naścierwek rudonogi

### Ryjkowcowate(Curculionidae)

#### Curculioninae
Z Islandii wykazano:
- Dorytomus taeniatus
- Rhynchaenus foliorum

#### Entiminae
Z Islandii wykazano:
- Barynotus squamosus
- Barypeithes pellucidus
- Otiorhynchus arcticus
- Otiorhynchus nodosus
- Otiorhynchus ovatus – opuchlak rudonóg
- Otiorhynchus rugifrons
- Otiorhynchus rugosostriatus
- Otiorhynchus singularis – nadrach pstrokacz
- Otiorhynchus sulcatus
- Sciaphilus asperatus
- Strophosoma melanogrammum – zmiennik czerniawy
- Trachyphloeus bifoveolatus
- Tropiphorus obtusus

#### Kornikowate(Scolytinae)
Z Islandii wykazano:
- Coccotrypes dactyliperda
- Ips typographus – kornik drukarz
- Orthotomicus suturalis – korniczek ostrozębny
- Pityogenes chalcographus – rytownik pospolity

#### Krótkoryjki(Ceutorhynchinae)
Z Islandii wykazano:
- Ceutorhynchus contractus
- Ceutorhynchus insularis
- Rhinoncus pericarpius

#### Molytinae
Z Islandii wykazano:
- Pissodes castaneus – smolik znaczony
- Pissodes pini – smolik sosnowiec

#### Ziołomirki(Hyperinae)
Z Islandii wykazano:
- Hypera suspiciosa

### Skórnikowate(Dermestidae)
Z Islandii wykazano:
- Attagenus unicolor – szubak ciemny
- Dermestes lardarius – skórnik słoniniec
- Dermestes maculatus
- Reesa vespulae
- Trogoderma angustum

### Spichrzelowate(Silvanidae)
Z Islandii wykazano:
- Oryzaephilus surinamensis – spichrzel surynamski
- Psammoecus desjardinsi

### Sprężykowate(Elateridae)
Z Islandii wykazano:
- Agriotes lineatus – osiewnik rolowiec
- Hypnoidus riparius

### Stonkowate(Chrysomelidae)
Z Islandii wykazano:
- Acanthoscelides obtectus – strąkowiec fasolowy
- Bruchus pisorum – strąkowiec grochowy
- Chrysolina staphylaea – złotka nadwodna
- Phaedon concinnus
- Phratora polaris
- Timarcha tenebricosa

### Ścierowate(Mycetophagidae)
Z Islandii wykazano:
- Typhaea stercorea

### Trąbiki(Salpingidae)
Z Islandii wykazano:
- Aglenus brunneus – korolubek

### Wygłodkowate(Endomychidae)
Z Islandii wykazano:
- Mycetaea hirta

### Wymiecinkowate(Latridiidae)
Z Islandii wykazano:
- Cartodere filum
- Cartodere ruficollis
- Corticaria elongata
- Corticaria serrata
- Latridius anthracinus
- Latridius minutus
- Thes bergrothi

### Zatęchlakowate(Cryptophagidae)
Z Islandii wykazano:
- Atomaria analis
- Atomaria apicalis
- Atomaria fuscipes
- Atomaria lewisi
- Atomaria munda
- Atomaria nigripennis
- Atomaria pusilla
- Cryptophagus affinis
- Cryptophagus acutangulus
- Cryptophagus distinguendus
- Cryptophagus pilosus
- Cryptophagus scanicus
- Cryptophagus scutellatus
- Cryptophagus subfumatus